# 威塞軍節度使
威塞軍節度使，五代十国的节度使，治所在新州（今河北省涿鹿县）。
新州在唐朝时一直属于幽州节度使。后唐同光二年（924年）七月，唐庄宗李存勖升新州为威塞軍節度使，下辖新州（今河北省涿鹿县）、妫州（今河北省怀来县）、儒州（今北京市延庆区）、武州（今河北省宣化县）。清泰三年（936年），石敬瑭反后唐，将幽州节度使全境幽州、蓟州、瀛州、莫州、涿州、檀州、顺州七州，威塞軍節度使全境新州、儒州、妫州、武州四州，大同军节度使全境云州一州，彰國軍節度使下辖的全境应州、寰州二州，河东节度使下辖的蔚州，振武军节度使下辖的朔州，一共十六州交割给辽国。辽国把新州威塞軍節度使改为奉圣州武定军节度使。

## 历任节度使
五代威塞军节度使
- 李存矩（917年）
- 王郁（921年—922年）
- 张廷裕（924年—928年）
- 翟章（928年—930年）
- 王景戡（931年—934年）
- 杨汉宾（934年—935年）
- 翟章（935年—936年）

辽朝武定军节度使
- 耿崇美（943年—947年）
- 耿崇美（948年）
- 耶律娄国（951年）
- 刘承训（966年）
- 杨衮（969年）
- 郭袭（981年—985年）
- 刘景（985年—986年）
- 耶律蒲打里（986年）
- 韩德冲（？—994年）
- 姜守规（994年—？）
- 耶律遂正（1000年后）
- 耶律宗政（1021年）
- 萧绍宗（1024年—？）
- 萧匹敌（？—1025年）
- 张俭（1025年）
- 耶律晨（1025年—？）
- 耶律弘古（？—1026年）
- 耶律信宁（1031年）
- 萧琏（1033年）
- 刘五常（1037年）
- 耶律弘古（1044年）
- 杨佶（1046年）
- 杜防（？—1048年）
- 耶律宗允（1049年）
- 韩知白（1050年—？）
- 萧虚烈（1055年—？）
- 刘常（清宁年间）
- 耶律涅鲁古（1057年—1059年）
- 耶律宗允（1059年）
- 耶律宗政（1060年）
- 耶律仙童（清宁年间）
- 姚景行（1066年—1067年）
- 萧术哲（1067年）
- 陈觉（咸雍年间）
- 赵徽（1073年—1075年）
- 柴德滋（1075年）
- 张孝杰（1081年）
- 耶律仕杰（1081年—1082年）
- 窦景庸（1090年—1091年）
- 梁援（1095年—1098年）
- 梁援（1100年—1101年）
- 萧乙薛（1101年）
- 王师儒（1103年）

金朝武定军节度使
- 完颜按答海（天眷年间）
- 李师夔（1149年）
- 蒲察阿虎迭（完颜亮时）
- 移剌按答（金世宗初）